# Rawninnyj (obwód wołgogradzki)
Rawninnyj (ros. Равнинный) – osiedle w Rosji, w obwodzie wołgogradzkim, w rejonie kotielnikowskim. W 2010 liczyło 906 mieszkańców.